# Lonchura montana
La donacola delle alture o donacola montana occidentale (Lonchura montana Junge, 1939) è un uccello passeriforme appartenente alla famiglia degli Estrildidi.

## Distribuzione edhabitat
La specie è endemica dell'Irian Jaya, dove colonizza le aree erbose fra i 2000 ed i 4200 m di quota dei monti Sudirman e dei monti Bintang, nella provincia indonesiana di Papua.

## Descrizione

### Dimensioni
Misura fino a circa 11,5 cm di lunghezza, coda compresa.

### Aspetto
Si tratta di un uccello dall'aspetto massiccio, caratterizzato da un forte becco tozzo e di forma conica.

Il piumaggio è bruno-nocciola su dorso, ali, nuca e vertice, mentre codione, guance e petto sono di colore bruno-arancio; sulla faccia è presente una mascherina nera che copre anche la fronte e la gola, così come neri sono coda, sottocoda e cosce. Il ventre ed i fianchi sono bianchi, con questi ultimi striati di bruno scuro: gli occhi sono bruno-nerastri, le zampe sono carnicino-grigiastre, il becco è grigio-bluastro.

## Biologia
Si tratta di uccelli che vivono in gruppetti familiari che arrivano a contare una ventina d'individui al massimo, i quali passano la maggior parte del giorno al suolo o fra l'erba alta alla ricerca di cibo, per poi cercare rifugio fra i rami degli alberi sul far della sera.

### Alimentazione
La donacola delle alture è un uccello principalmente granivoro, che si nutre di una gran varietà di piccoli semi di graminacee raccolti al suolo o direttamente dalle piante, prediligendo quelli immaturi od appena germogliati: questi uccelli si nutrono tuttavia anche di bacche, germogli, frutta e, sebbene piuttosto sporadicamente, anche di piccoli insetti.

### Riproduzione
Si conosce estremamente poco delle abitudini riproduttive di questi uccelli, che fra l'altro rappresentano una delle poche specie di passeriformi non ancora importate in Europa per tentarne l'allevamento in cattività: si ritiene tuttavia che esse non differiscano per tempistica e modalità da quelle delle altre specie congeneri.